# High Standard Model 10
A High Standard Model 10 (HS10) é uma escopeta semiautomática operada a gás que foi fabricada pela High Standard Manufacturing Company de Hamden, Connecticut. É facilmente reconhecido por seu design estilo "bullpup", batente da coronha rotativo e lanterna integrada.

## Histórico e projeto
O projeto básico da escopeta Model 10 foi desenvolvido no final da década de 1950 por Alfred Crouch, um sargento da polícia de Santa Monica, Califórnia. O objetivo de Crouch era criar a espingarda de entrada definitiva para a SWAT e outras unidades táticas. Seu projeto original usava uma escopeta semiautomática Remington Model 11-48 modificada.
Em meados da década de 1960, Crouch vendeu seu projeto para a High Standard Manufacturing Company, que usou sua escopeta C1200 Supermatic como base para o primeiro modelo, a 10A. A C1200 Supermatic foi modificada substituindo a coronha, realocando o conjunto do gatilho e encaixando uma concha de plástico de três peças ao redor do receptor e a primeira metade do cano. A parte posterior da carcaça fornecia um ponto de fixação para o batente rotativo da coronha. A parte inferior da concha fornecia a empunhadura. Como o conjunto do gatilho foi movido para frente para atender o design "bullpup", uma haste que conectava os locais novos e originais do gatilho foi usada para permitir modificações mínimas no receptor original.
Embora a capacidade padrão da Model 10 seja de 4 cartuchos, havia uma extensão do carregador tubular disponível que aumentaria a capacidade para 6 cartuchos.

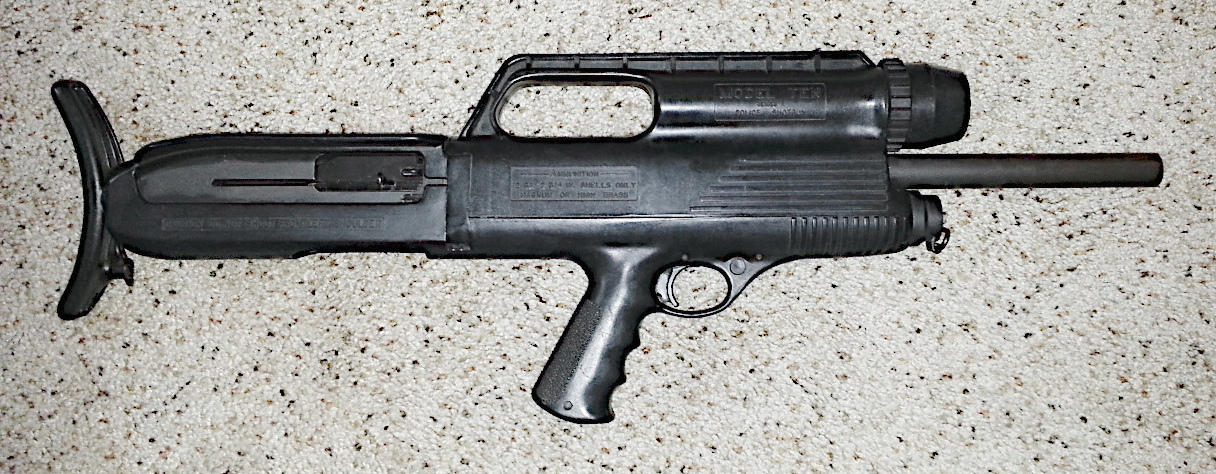
Um exemplar da HS Model 10A.

No modelo inicial de escopeta "10A", a seção de plástico superior também abrigava a lanterna embutida e a alça de transporte.
O último modelo de escopeta, o "10B", foi aprimorado com uma alça de carregamento à esquerda, mira frontal retrátil e utilizou um novo bloco de montagem para a lanterna/alça de transporte (que também funciona como suporte de alça de transporte) como mira traseira. A lanterna da marca "Kel-Lite" pode ser removida, uma vez que está fixada no bloco de montagem mencionado.

## Em serviço
Originalmente, a Model 10 foi vendida apenas para agências da lei. O conceito dessa escopeta era bastante interessante para muitas agências policiais que adotaram a Model 10 no final dos anos 1960 e início dos anos 1970; no entanto, a maioria das agências encontrou muitas deficiências e, por fim, parou de usar o Model 10.
O problema mais comum era a falha no ciclo correto. De acordo com as instruções do Model 10, apenas cartuchos magnum ou "high brass" (base de "latão alta") deveriam ser usadas. No entanto, mesmo com os cartuchos corretos, a ação às vezes falhava em um ciclo confiável. Outros problemas que atormentavam a escopeta eram a sensação áspera e imprevisível do gatilho, a estranha coronha giratória do ombro e a tendência do recuo de fazer com que as baterias da lanterna se danificassem.
Outro problema era que a Model 10 só podia ser disparada do braço direito, pois a arma ejetava os cartuchos deflagrados do lado direito da unidade com grande força. Há um aviso no lado direito da espingarda dizendo "CUIDADO - NÃO ATIRAR DO OMBRO ESQUERDO".

## Usuários
- Argentina
- México
- Estados Unidos